# العلاقات الصينية الجنوب إفريقية
العلاقات الصينية الجنوب أفريقية هي العلاقات الثنائية التي تجمع بين الصين وجنوب أفريقيا.

## مقارنة بين البلدين
هذه مقارنة عامة ومرجعية للدولتين:
| وجه المقارنة                                              | الصين                    | جنوب أفريقيا |
| --------------------------------------------------------- | ------------------------ | --- |
| المساحة (كم2)                                             | 9.60 مليون               | 1.22 مليون |
| عدد السكان (نسمة)                                         | 1.33 مليار               | 57.73 مليون |
| الكثافة السكانية (ن./كم²)                                 | 138.54                   | 47.32 |
| العاصمة                                                   | بكين                     | بريتوريا، بلومفونتين، كيب تاون |
| اللغة الرسمية                                             | اللغة الصينية القياسية   | لغة إنجليزية، اللغة الأفريقانية، اللغة النديبلي الجنوبية، اللغة السوثو الشمالية، اللغة السوتية، لغة سوازي، اللغة التسونجا، اللغة التسوانية، اللغة الفيندية، اللغة الكوسية، اللغة الزولوية |
| العملة                                                    | رنمينبي                  | راند جنوب أفريقي |
| الناتج المحلي الإجمالي (بليون دولار)                      | 12.24 تريليون            | 349.42 مليار |
| الناتج المحلي الإجمالي (تعادل القوة الشرائية) بليون دولار | 19.82 تريليون            | 725.91 مليار |
| الناتج المحلي الإجمالي الاسمي للفرد دولار أمريكي          | 8.03 ألف                 | 5.72 ألف |
| الناتج المحلي الإجمالي للفرد دولار أمريكي                 | 13.21 ألف                | 13.05 ألف |
| مؤشر التنمية البشرية                                      | 0.728                    | 0.666 |
| رمز المكالمات الدولي                                      | +86                      | +27 |
| رمز الإنترنت                                              | .cn، .中国 ‏، .中國 ‏      | .za |
| المنطقة الزمنية                                           | توقيت الصين، ت ع م+08:00 | ت ع م+02:00، أفريقيا/جوهانسبرغ ‏ |

## مدن متوأمة
في ما يلي قائمة باتفاقيات التوأمة بين مدن صينية وجنوب أفريقية:
- ترتبط غوانزو مع ديربان باتفاقية توأمة منذ 13 نوفمبر 2009.[13][13][13][13]
- ترتبط تشونغتشينغ مع مبومالانجا باتفاقية توأمة منذ 1982.
- ترتبط بكين مع جوهانسبرغ باتفاقية توأمة منذ 14 مارس 1979.
- ترتبط تشانغشا مع كيمبرلي باتفاقية توأمة منذ 30 أكتوبر 1982.
- ترتبط شانغهاي مع كوازولو ناتال باتفاقية توأمة منذ 1974.[14][14][14][14]
- ترتبط تشوتشو مع بيترماريتزبرغ باتفاقية توأمة.
- ترتبط هانغتشو مع كيب تاون باتفاقية توأمة منذ 2009.
- ترتبط زيبو مع نيوكاسل [الإنجليزية]‏ باتفاقية توأمة.[15]

## منظمات دولية مشتركة
يشترك البلدان في عضوية مجموعة من المنظمات الدولية، منها:
| علم المنظمة | اسم المنظمة                                                | تاريخ انضمام الصين | تاريخ انضمام جنوب أفريقيا |
| ----------- | ---------------------------------------------------------- | ------------------ | ------------------------- |
|             | وكالة ضمان الاستثمار متعدد الأطراف                         | 30 أبريل 1988      | 10 مارس 1994              |
|             | الأمم المتحدة                                              | 25 أكتوبر 1971     | 7 نوفمبر 1945             |
|             | العملية المشتركة للاتحاد الأفريقي والأمم المتحدة في دارفور | ?                  | ?                         |
|             | الفريق المعني برصد الأرض                                   | ?                  | ?                         |
|             | مجموعة العشرين                                             | ?                  | ?                         |
|             | منظمة حظر الأسلحة الكيميائية                               | ?                  | ?                         |
|             | بريكس                                                      | ?                  | 24 ديسمبر 2010            |
|             | منظمة التجارة العالمية                                     | 11 ديسمبر 2001     | 1995                      |
|             | منظمة الشرطة الجنائية الدولية                              | ?                  | ?                         |
|             | البنك الإفريقي للتنمية                                     | ?                  | ?                         |
|             | مؤسسة التنمية الدولية                                      | 24 سبتمبر 1960     | 12 أكتوبر 1960            |
|             | يونسكو                                                     | 4 نوفمبر 1946      | 4 نوفمبر 1946             |
|             | الاتحاد البريدي العالمي                                    | ?                  | ?                         |
|             | البنك الدولي للإنشاء والتعمير                              | 27 ديسمبر 1945     | 27 ديسمبر 1945            |
|             | المنظمة الهيدروغرافية الدولية                              | ?                  | ?                         |
|             | الاتحاد الدولي للاتصالات                                   | 1 سبتمبر 1920      | 1910                      |
|             | مؤسسة التمويل الدولية                                      | 15 يناير 1969      | 3 أبريل 1957              |
|             | مجموعة الموردين النوويين                                   | ?                  | ?                         |

## وصلات خارجية
- موقع وزارة الخارجية الصينية
- موقع وزارة الخارجية الجنوب أفريقية